# Complexe solaire Noor Ouarzazate
Le complexe Noor Ouarzazate (arabe : محطة نور للطاقة الشمسية), est le premier projet solaire élaboré dans le cadre de la stratégie énergétique marocaine qui vise à porter la part des énergies renouvelables dans le mix électrique national à plus de 52 % à l'horizon 2030.
La première phase du complexe, Noor Ouarzazate I, a été inaugurée par le Roi Mohammed VI en 2016.
Étendu sur plus de 3 000 ha, le complexe Noor Ouarzazate est constitué de quatre centrales solaires utilisant des technologies différentes : Noor Ouarzazate I et II (miroir cylindro-parabolique), Noor Ouarzazate III (centrale solaire à tour), et Noor Ouarzazate IV (centrale photovoltaïque). La puissance installée du complexe est de 580 MW.

## Complexe Noor Ouarzazate
Noor, en arabe نور, signifie « lumière ».
Le complexe Noor Ouarzazate est le premier projet solaire élaboré dans le cadre de la stratégie énergétique marocaine qui vise à porter la part des EnR dans le mix électrique national à plus de 52 % à l'horizon 2030.
La première phase du complexe a été inaugurée par le Roi Mohammed VI en 2016.
Étendu sur plus de 3 000 ha, le complexe Noor Ouarzazate est constitué de quatre centrales solaires utilisant des technologies différentes (CSP à miroirs cylindro-paraboliques / CSP à tour / Photovoltaïque) : Noor Ouarzazate I, Noor Ouarzazate II, Noor Ouarzazate III, et Noor Ouarzazate IV, en plus d'une plateforme de recherche et de développement. La puissance installée du complexe est de 580 MW.

## Noor Ouarzazate I

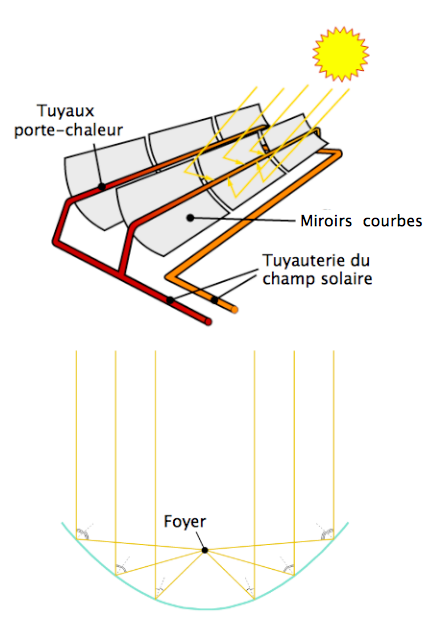
Technique adoptée par la centrale pour capter l'énergie solaire

Noor I est constituée d'un champ de 480 hectares de miroirs courbes (cylindro-paraboliques) avec une puissance installée de 160 MW. Le projet, dont le coût a dépassé 7 000 millions de dirhams, est géré par Masen et construit par Acwa Power.
Les travaux ont commencé le 10 mai 2013, après une cérémonie présidée par le roi Mohammed VI. 
Les bailleurs de fonds de Noor Ouarzazate I sont : 
- Fonds pour les Technologies Propres ;
- Union européenne, Facilité d’Investissement pour le Voisinage ;
- KFW sous le mandat du Ministère fédéral allemand de l'Environnement, de la Protection de la Nature, de la Construction et de la Sûreté nucléaire (BMUB) ;
- KFW sous le mandat du Ministère fédéral allemand de la Coopération économique et du Développement (BMZ) ;
- Banque mondiale ;
- Banque africaine de développement ;
- Agence française de développement ;
- Banque européenne d’investissement.

La centrale est dotée d'une capacité de stockage de 3 heures.
L’analyse comparée met en relief un coût de revient du kWh à 1,62 dirhams pour Noor 1, à 1,38 dirhams pour Noor 2 et 1,42 dirhams pour Noor 3, tandis le kWh est revendu à l’ONEE à 0,85 dirhams.
Bien qu'officiellement placée fin 2015, la date de mise en exploitation commerciale de la centrale est le 26 janvier 2016.

## Noor Ouarzazate II

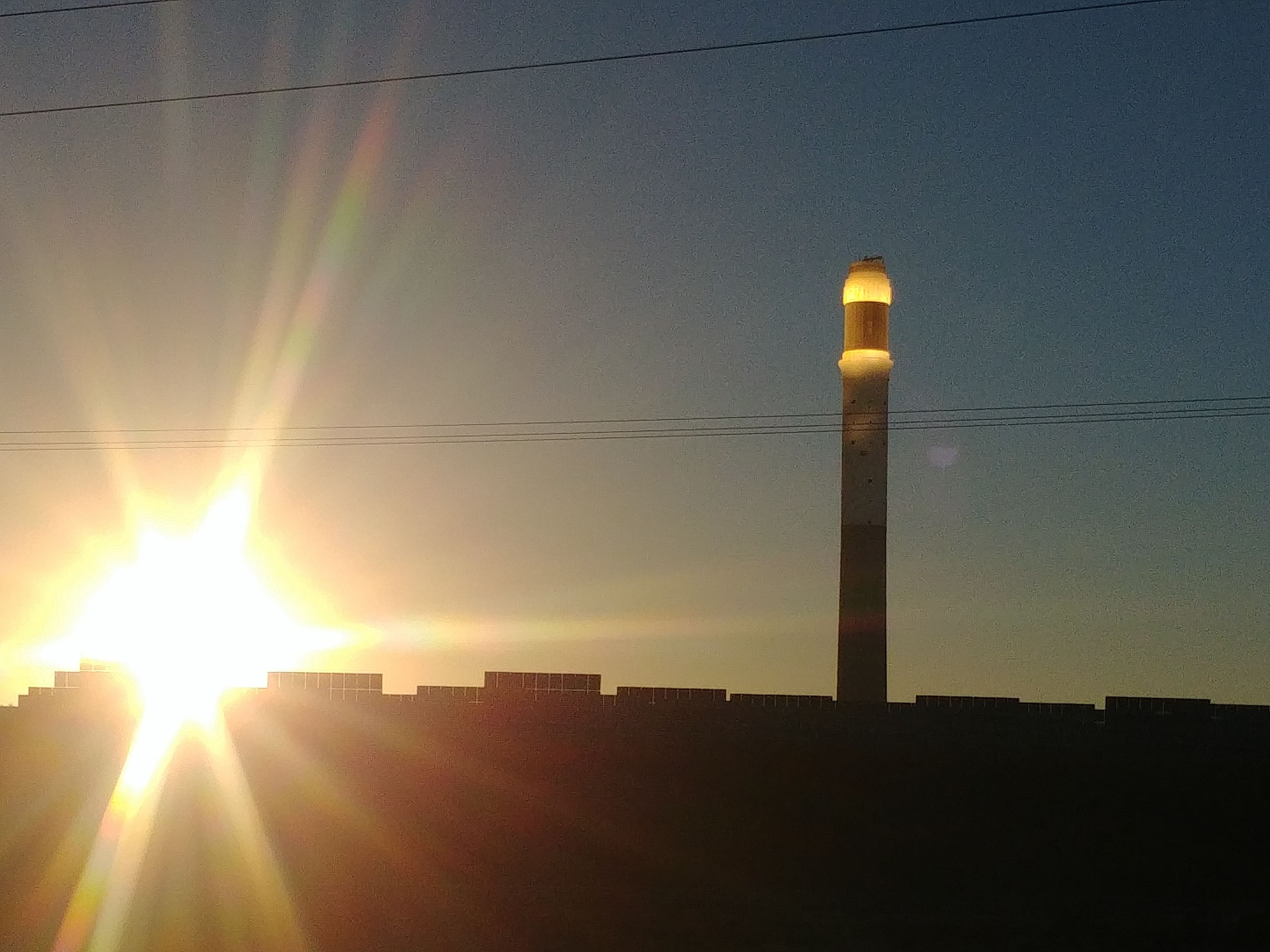
La tour solaire de Noor III au coucher du soleil

Noor Ouarzazate II est la deuxième centrale du complexe solaire Noor Ouarzazate, elle s’étend sur 610 hectares. Sa puissance installée est de 200 MW.
La centrale a été mise en service en janvier 2018 et utilise la technologie CSP à miroirs cylindro-paraboliques à refroidissement sec permettant une capacité de stockage de 7 à 8 heures.
Le coût total du projet est estimé à plus de 827 millions d'euros.
Les bailleurs de fonds de la centrale Noor Ouarzazate II sont :
- Fonds pour les Technologies Propres ;
- Union Européenne, Facilité d’Investissement pour le Voisinage ;
- KFW  Sous le mandat du Ministère fédéral allemand de la Coopération économique et du Développement (BMZ) ;
- Banque Mondiale ;
- Banque Africaine de Développement ;
- Banque Européenne d’Investissement.

Le prix du kWh produit par la centrale est de 1,36 dirhams.
La date officielle de mise en exploitation commerciale de la centrale est le 24 avril 2018.

## Noor Ouarzazate III
Noor Ouarzazate III est la première centrale solaire utilisant la technologie solaire à tour, à refroidissement sec au Maroc, elle s’étend sur une superficie de 582 hectares, et sa puissance est de 150 MW. Le coût de la centrale est estimé à 7 180 millions dirhams.
En août 2018, l’entrée en service des centrales solaires Noor II et III, qui étaient quasiment finalisées, était bloquée par un litige financier pour impayés entre Prominox, la société qui a construit les six bacs de stockage de chaleur nécessaire à la production de l’énergie électrique, et Sepco III, son donneur d’ordres chinois lié à ACWA Power.
Noor III a été mise en service entre octobre, et décembre 2018.
Les bailleurs de fonds de Noor Ourzazate III sont :
- Fonds pour les Technologies Propres ;
- Union Européenne, Facilité d’Investissement pour le Voisinage ;
- KFW Sous le mandat du Ministère fédéral allemand de la Coopération économique et du Développement (BMZ) ;
- Banque Mondiale ;
- Banque Africaine de Développement ;
- Agence Française de Développement ;
- Banque Européenne d’Investissement.

Le prix du kWh est de 1,42 dirhams.

## Noor Ouarzazate IV
Noor Ouarzazate IV est la quatrième et dernière centrale du complexe solaire Noor Ouarzazate mise en service en juin 2018 et fait partie du programme Noor PV I.
Elle est aussi la première à utiliser la technologie photovoltaïque. La centrale a été financée par la KFW Bankengruppe.
S’étalant sur une surface de 137 ha, la centrale a une puissance installée de 72 MW. Son coût est estimé à plus de 750 Millions MAD.
Le prix de vente est de 0,46 dirham par kWh.